# Hamburger Hill-i csata
A Hamburger Hill-i csata a vietnámi háború során, az A Shau-völgyben található 937. számú magaslat birtoklásáért 1969. május 10. - 20. között megvívott ütközet (az Apache Snow hadművelet legjelentősebb csatája). Annak ellenére, hogy az észak-vietnámi erők által alaposan megerődített hegy nem bírt stratégiai jelentőséggel, az amerikai hadvezetés elrendelte az elfoglalását egy frontális támadással. 
A csatát mindkét oldalról elsődlegesen a gyalogság vívta meg. Az Egyesült Államok légiszállítású csapatai és a szövetséges Dél-Vietnám erői a meredek hegyoldalon felfelé támadtak a jól beásott észak-vietnámi katonák ellen. A védők több alkalommal is visszaverték a támadásokat, amiket a rossz időjárás is hátráltatott. Mindezek ellenére az amerikai és dél-vietnámi erők nagy véráldozatok árán bevették a magaslatot.
A csata az Amerikai Egyesült Államokban nagy politikai vihart kavart, mivel a súlyos veszteségek árán elfoglalt hegyet két hét múlva csendben elhagyták, így azt az észak-vietnámi kommunista csapatok ellenállás nélkül ismét birtokba vehették. Az amerikai sajtó sokat foglalkozott a kérdéssel, és hevesen kritizálta a katonai vezetés döntését. A kérdést emellett számos szenátor is felvetette a Kongresszusban.
Az amerikai hadvezetés a felmerült kritikákra azt válaszolta, hogy nem szabad elfelejteni, hogy a légicsapás önmagában nem elegendő ahhoz, hogy egy adott területet el lehessen foglalni. Arra a kérdésre, hogy miért hagyták el az elfoglalt területet, amit így az észak-vietnámi csapatok ismét birtokba vehettek, Creighton Abrams tábornok úgy válaszolt, hogy az amerikai csapatok célja soha nem területek elfoglalása, hanem az ellenség felkutatása volt.
A hivatalos történelmi munkák általában a 937-es magaslati pontért vívott csatának nevezik, de az ott harcoló amerikai katonák "Hamburger Hill" néven emlegették, arra utalva, hogy az ott harcoló katonákat "ledarálják, mint a hamburgerhúst", illetve a koreai háborúban megvívott Pork Chop Hill-i csatákhoz hasonlítva.

## A terep
A csatatér az Ap Bia hegységben (Dong Ap Bia, vietnámi nyelven Đồi A Bia) található, erősen átszeldelt terepen, Dél-Vietnám dzsungel borította hegyei között, körülbelül 2 kilométerre a laoszi-vietnámi határtól.
Az Ap Bia hegység lábazata a Shau-völgy nyugati oldalából emelkedik ki, maga a hegy tömbje nincs összeköttetésben a környező magasabb domborzati elemekkel. Legmagasabb pontja 937 méter tengerszint felett, a csúcstól számos nyereg és gerinc nyúlik ki, ezek közül a legjelentősebb délkeleti irányba, körülbelül 900 méteres magasságban, egy másik jelentős kiemelkedés déli irányban 916 méter magas. A hegy teljes tömbjét két- és háromszintes dzsungel borítja, helyenként sűrű bambuszerdővel illetve derékig érő elefántfűvel.

## A harcoló felek
A csata az Apache Snow hadművelet elindulásakor kezdődött, amely egy három fázisból álló hadjárat második fázisa volt, amely elsődlegesen az elzárt A Shau völgybe beszivárgott észak-vietnámi erők megsemmisítését célozta.
1966-ot megelőzően az A Shau völgy egy Dél-Vietnámba irányuló beszivárgási folyosó volt, majd az észak-vietnámi csapatok az A Shau-i csatában felszámolták az amerikai különleges erőknek a völgybe telepített bázisát és állandó jelenlétet tartottak fenn a völgyben (mint gyülekezési és pihentetési körletben). A völgy megtisztítására irányuló ismétlődő amerikai kísérletek rendre eredménytelenek maradtak. 
Richard G. Stilwell altábornagy, a XIV. hadtest parancsnoka körülbelül két hadosztálynak megfelelő erőket csoportosított át a feladat végrehajtására, jelentős tüzérségi és légitámogatással megerősítve. Az ÉVNH - főképp az 1969 januárjától márciusáig tartó, a megerősített 9. tengerészgyalogos ezred ellen vívott (Dewey Canyon hadművelet) harcok során elszenvedett veszteségei pótlására és újjászerveződés céljából - az A Shau völgybe telepítette a 6., 9. és 29. ezredét.
Az Apache Snow hadművelet végrehajtására a Melvin Zais vezérőrnagy vezette 101. Légiszállítású hadosztály 3 lövészzászlóalját jelölték ki. Ezek az alegységek a hadosztály 3. dandárjához tartoztak (parancsnok: Joseph Conmy ezredes) és a következőek voltak: a 187. lövészezred 3. zászlóalja (parancsnok: Weldon Honeycutt alezredes), az 501. ejtőernyős ezred 2. zászlóalja (parancsnok: Robert German alezredes) és az 506. ejtőernyős ezred 1. zászlóalja (parancsnok: John Bowers alezredes).
A csatában amerikai részről még a következő jelentősebb alegységek vettek részt: a 9. tengerészgyalogos ezred és az 5. lovassági ezred 3. zászlóalja.
Honeycutt alezredes William Westmoreland tábornok (a Vietnámban tartózkodó amerikai erők korábbi főparancsnoka) pártfogoltja volt. A 187/3. zászlóalj parancsnokává 1969 januárjában nevezték ki és számos tisztjét leváltotta, hogy a tisztikar jobban illeszkedjen saját, agresszív személyiségéhez.
Az amerikai erők támogatására a dél-vietnámi hadsereg 1. hadosztályának 2. és 4. zászlóalját rendelték (később megerősítették a 3. lövészezreddel).

## A kezdeti tervek
Conmy ezredes a műveletet harcfelderítésként jellemezte. A terve arra épült, hogy 5 zászlóaljjal légiszállítású kijuttatást követően támadást intéz a völgy ellen 1969. május 10-én, az egyes alegységek átkutatják a kijelölt szektoraikat észak-vietnámi csapatokat és felszerelést keresve.
A kezdeti terv szerint a 9. tengerészgyalogos ezred és az 5. lovassági ezred 3. zászlóalja a laoszi határ irányába hajtja végre a harcfelderítést, a dél-vietnámi alegységek pedig blokkolják a völgyben vezető főutat. Az 501. és 506. ezredek zászlóaljai a számukra kijelölt műveleti területeken megsemmisítik az ellenséget, majd lezárják a Laosz felé vezető menekülési folyosókat. Ha valamelyik alegység súlyos harcba bocsátkozik, a hadosztály vezetése helikoptereken megerősíti a tartalék alegység(ek)kel. Elméletileg a 101. hadosztály képes volt elég gyorsan mozgatni az alegységeit ahhoz, hogy az észak-vietnámiak ne tudjanak egyetlen alegységet sem elsöprő túlerővel támadni, amíg az amerikai alegységek képesek lettek volna helyhez kötni az észak-vietnámi csapatokat addig, amíg megerősítésként légi úton beérkezik egy másik amerikai zászlóalj az ellenség bekerítésére.
A korábbi tapasztalatok és a rendelkezésre álló felderítő információk alapján az amerikai hadvezetés jelentős ellenállásra számított az észak-vietnámiak részéről. Ezen kívül viszont kevés adat állt rendelkezésre az ellenség erejéről és elhelyezkedéséről. Az észak-vietnámi csapatoknak sikerült jól álcázniuk a bázisaikat a légi felderítéssel szemben. Minden csapatmozgást éjszaka, a dzsungelban húzódó ösvényeken bonyolítottak le, a híradásuk pedig futárokra és vezetékes eszközökre épült, így az amerikai rádiófelderítés kevés kisugárzást tudott elfogni.
Az amerikai zászlóaljparancsnokoknak a saját harctéri felderítésüket járőrökre, zsákmányolt felszerelésre és dokumentumokra, elfoglalt állásokra, esetlegesen hadifoglyok kikérdezésére kellett alapozniuk, hogy megbecsülhessék az észak-vietnámi erők erejét és elhelyezkedését. Ez időigényes procedúra volt és a művelet első négy napjában a "talált-nem talált" próbálkozások jellemezték a 187. ezred 3. zászlóaljának harcát.
A kezdetekkor a művelet rutinszerűen indult a 101. légiszállítású hadosztály számára. Az alegységek csak szórványos ellenállásba ütköztek az első napon, de a zsákmányolt dokumentumokból arra lehetett következtetni, hogy a 29. észak-vietnámi ezred (becenevén a "Ho Si Minh büszkeségei", a Tet-offenzíva Hue elleni támadásának veteránja) valahol a völgyben állomásozik. 
Az ÉVNH erőivel vívott számos nagyobb ütközet tapasztalatai azt mutatták, hogy az észak-vietnámiak intenzív harcokat vívnak rövid ideig, majd visszavonulnak, hogy elkerüljék az amerikaiak beérkező elsöprő tűzfölényét.
Az elhúzódó csaták - mint a Dak To-i csata vagy az Ia Đrăng-i csata - viszonylag ritkák voltak. Honeycutt alezredes arra számított, hogy a 187/3. zászlóalj képes lesz a 937. számú magaslat felderítésére megerősítés nélkül is, bár kérvényezte, hogy a dandár tartaléka, a 187/3. zászlóalj Bravo százada kerüljön vissza az ő parancsnoksága alá. A csatát megelőzően az volt a szándéka, hogy a zászlóalja felelősségi területén állomásozó észak-vietnámi csapatokat megtalálja és megtámadja, mielőtt azok Laoszba vonulhatnának vissza.

## A csata

### Támadások a 937. számú magaslat ellen

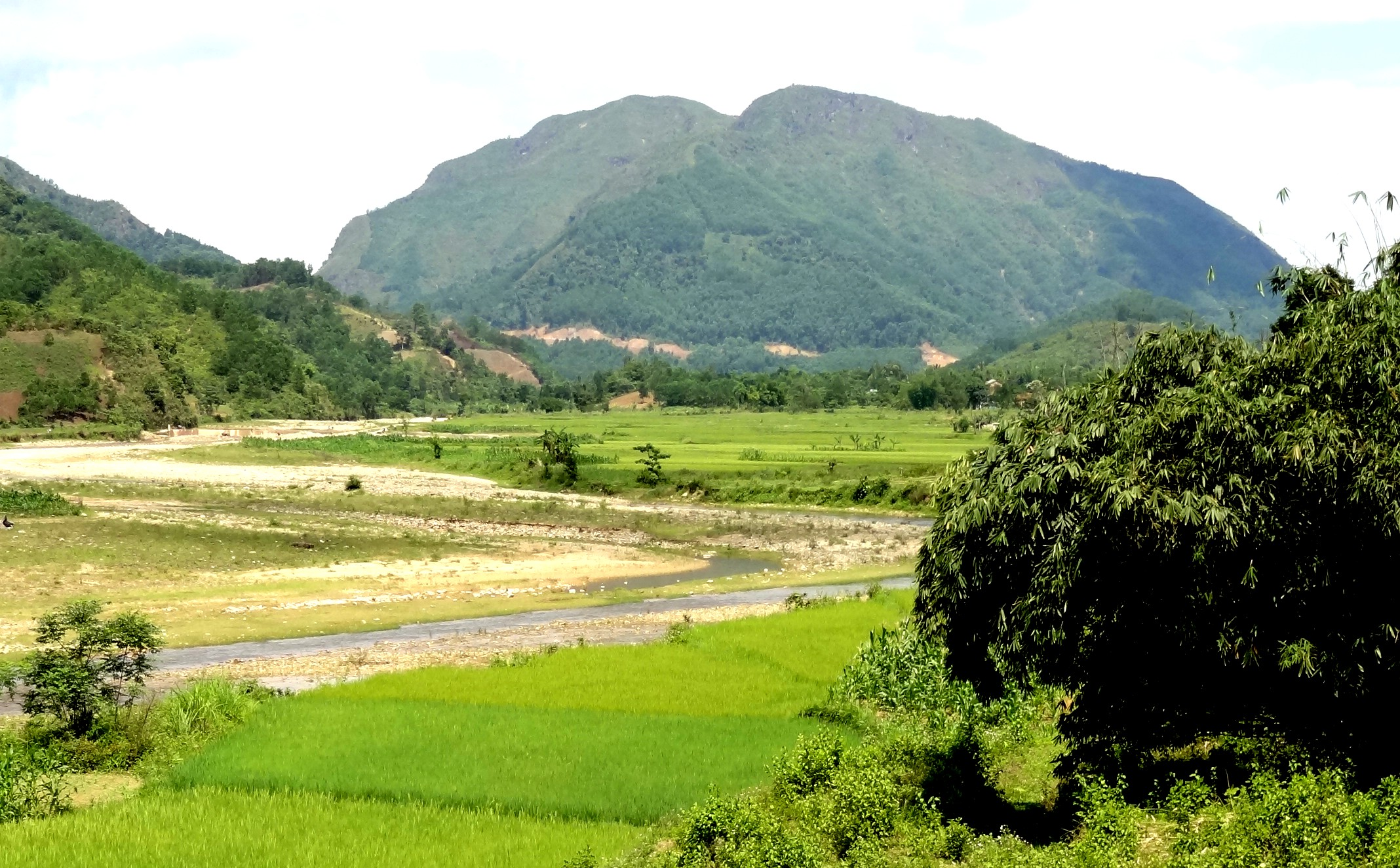
A "Hamburger Hill" 2011-ben

A 187/3. zászlóalj a művelet első napjaiban nem ütközött komolyabb ellenállásba a műveleti területén. Május 13-án dél körül a hadosztályparancsnok, Conmy ezredes úgy döntött, hogy a zászlóalj támadását megerősítve a 937. számú magaslat ellen, déli irányból is megtámadja a hegyet; egyrészt, hogy megakadályozza az esetleges észak-vietnámi erősítés beérkezését Laosz felől, másrészt, hogy segítse a 187/3. zászlóalj tevékenységét.
A dandártartalék, (a 187/3. zászlóaljhoz tartozó) Bravo század légi úton került előrevonásra a 916. számú magaslathoz, de a zászlóalj többi része gyalogosan mozgott előre körülbelül 4 kilométer távolságról a 937. számú magaslat felé. Mind Conmy ezredes, mind Honeycutt alezredes arra számított, hogy az 506/1. zászlóalj képes lesz a 187/3. zászlóalj támogatására nem később, mint május 15-e reggel. Annak ellenére, hogy a Bravo század már május 15-én elfoglalta a 916. számú magaslatot, a teljes zászlóalj a végső támadás megindítására csak május 19-én ért pozícióba, elsődlegesen a közel áthatolhatatlan sűrűségű dzsungel miatt.
A 187/3. zászlóalj több századnyi erővel indított támadásokat május 14-én és 15-én, amik során súlyos veszteségeket szenvedett, az 506/1. zászlóalj a déli irányból május 16-án és 17-én támadott sikertelenül. A bonyolult terepviszonyok és a jól szervezett észak-vietnámi védők újra és újra szétzilálták az amerikai erők műveleteit a 916., 900. és 937. magaslatok elfoglalására. A meredek lejtők és a sűrű növényzet miatt kevés természetes kirakókörlet állt rendelkezésre a hegy közelében és így az erők mozgatása légi úton rendkívül nehéz volt. A terep jellege miatt könnyű volt álcázni a 29. észak-vietnámi ezred állásait, így közel lehetetlennek bizonyult lefogni a légvédelmi tüzet. A dzsungelben ugyanakkor az észak-vietnámiak álcázott csapatmozgásai olyan sikeresek voltak, hogy az arcvonalak nem voltak összefüggőek, hanem részekre darabolódtak.
Mivel az észak-vietnámi csapatok képesek voltak a kevés rendelkezésre álló kirakókörlet körül manőverezni, számos helikoptert lőttek le vagy rongáltak meg kézifegyverek és kollektív fegyverek tüzével és kézi páncélelhárító gránátvetőkkel. Legalább négy alkalommal támadták a közeli logisztikai célú kirakókörleteket és vezetési pontokat. Ezek biztosítására olyan erőket kellett kirendelni, amelyek itteni lekötésük helyett bevethetőek lettek volna a támadásokban. A támadást végrehajtó századoknak ügyelniük kellett a körkörös biztosításra, mivel a terepviszonyok miatt nem voltak képesek egymást támogatni. Szakasz- és századszintű észak-vietnámi erők ismétlődően támadták a manőverező amerikai csapatokat oldalról és hátulról.

### Harcászati nehézségek
A manővereket végrehajtó amerikai alegységek hatékonyságát erősen lecsökkentették a keskeny ösvények, amelyeken a támadó századok csak raj vagy szakasz méretű erőkkel volt képes egy irányba leszűkülve támadni, de ezeknek az erőknek észak-vietnámi szakaszok és századok előkészített védelmének tüzével kellett szembenézniük. Mivel a legtöbb összecsapást közvetlen közelről vívták meg, az amerikai tűztámogatás lehetőségei szintén rendkívül korlátozottak voltak. 
Az amerikai csapatok rendszeresen visszább húzódtak és tüzérségi vagy légi támogatást kértek, de a fedett észak-vietnámi állásokat annyira megerősítették, hogy kiállták a bombázásokat.
A csata folyamán a lombtakaró fokozatosan megsemmisült és a bunkerek láthatóvá váltak, de a számuk és kiépítettségük miatt sokat egyáltalán nem lehetett közvetett irányzású tűzzel megsemmisíteni. Napalm és kézi páncéltörő fegyverek alkalmazásával, raj- és szakaszszintű makacs, gyakran közelharcban végződő támadásokkal sikerült a legtöbb bunkert felszámolni, mindezt olyan váratlanul lassú tempóban és magas veszteségekkel, amelyekre az amerikaiak nem számítottak.
A harcászati szintű vezetés a kis alegységek szintjére tevődött át. Bár Honeycutt alezredes folyamatosan a támadások felújítására sürgette alárendelt századparancsnokait, valójában keveset tudott tenni az alegységek kölcsönös támogatásának megszervezésében egészen addig, míg a támadó századok fel nem értek a növényzettel nem borított hegycsúcs közvetlen közelébe.
Szintén a harcérintkezésbe került alegységek igényelték meg a számukra szükséges tűztámogatást, gyakran szakaszparancsnoki szintről, még azokat is, amelyeket az előretolt légiirányítók valamilyen repülőeszközről irányítottak. A tűzkérések során elkövetett hibák vezettek öt baráti tűz incidenshez a 187/3. zászlóalj ellen, amelyek során 7 amerikai katona elesett, 53 pedig megsérült. Ebből négy esetben Cobra harci helikopterek vezettek tüzet, egyszer több, mint egy kilométerrel tévesztve el a célt.

### Hamburger Hill
Május 16-án az Associated Press haditudósítója, Jay Sharbutt tudomást szerzett a folyamatban levő csatáról a 937. számú magaslaton és a közelbe utazott, ahol egy interjú során megkérdezte a 101. Légiszállítású hadosztály parancsnokát, Melvin Zais vezérőrnagyot, hogy miért a gyalogságot alkalmazzák elsődlegesen a tűzerő helyett az ütközetben. Több riporter is tudósított a csata alakulásáról és a "Hamburger Hill" kifejezés hamarosan széles körben ismertté vált. 
Május 18-án Conmy ezredes, parancsot adott két zászlóalj koordinált támadására a hegy ellen, az 506/1. zászlóalj délről, a 187/3. zászlóalj északról támadott annak érdekében, hogy a védekező 29. észak-vietnámi ezred ne legyen képes egyik alegységre sem összpontosítani. A 187/3. zászlóalj Delta százada 75 méterre megközelítette ugyan a csúcsot, de súlyos veszteségeket szenvedett, beleértve az összes tiszt elvesztését is. A közelharcban a harcoló felek gyakran 20 méteres távolságból küzdöttek kézifegyverekkel és kézigránátokkal. Honeycutt alezredes egy könnyű felderítő helikopterről próbálta más századok mozgását irányítani, hogy egy összehangolt végső támadást indíthassanak, de egy kivételesen erős felhőszakadás gyakorlatilag nullára csökkentette a látótávolságot és véget vetett a küzdelemnek. Mivel nem volt képes tovább előrenyomulni, a 187/3. zászlóalj visszavonult a hegytetőről. Eközben az 506/1. zászlóalj századai több irányból támadva azért küzdöttek, hogy elfoglalják a 900. számú magaslatot a hegy déli részén, ahol a csata során elsőként szembesültek komoly ellenállással
Szembesülve a csapatai által elszenvedett súlyos veszteségekkel és a sajtó nemkívánatos figyelméből fakadó nyomással, Zais vezérőrnagy komolyan fontolóra vette a támadás leállítását, de végül másképp döntött. Richard G. Stilwell altábornagy, a XIV. hadtest parancsnoka és Creighton W. Abrams tábornok, a Vietnámban állomásozó amerikai erők főparancsnoka is nyilvánosan támogatta ezt a döntést.
Zais vezérőrnagy három pihent zászlóaljat vetett be, ezek egyike leváltotta a 187/3. zászlóaljat. A 187/3. zászlóalj körülbelül 320 halottat és sebesültet veszített, beleértve a völgyet megtámadó eredeti, tapasztalt 450 fős állományának 60 százalékát. A négyből két századparancsnok és a tizenkettőből nyolc szakaszparancsnok szerepelt a veszteséglistán.
Az 506/2. zászlóalj parancsnoka, Gene Sherron alezredes május 18-án érkezett Honeycutt alezredes vezetési pontjára a váltás végrehajtására. A 187/3. zászlóalj épp kiemelte az utolsó sérülteket és Honeycutt alezredes még nem tudott az elrendelt váltásról. Mielőtt a zászlóaljparancsnokok végrehajthatták volna a váltást, megérkezett Zais vezérőrnagy és azonnal szembekerült Honeycutt alezredessel, aki hevesen állította, hogy a zászlóalja még harcképes. Rövid vita után Zais engedett és az 506/2. egy századával megerősítette a 187/3. zászlóaljat a következő támadáshoz. 

### Végső támadás
Május 19-én két pihent alegység, az 501./2. zászlóalj és a dél-vietnámi 3/2. zászlóalj került légiszállítással előrevonásra a hegy lábától északkeletre és délkeletre található kirakókörletekbe. Mindkét zászlóalj azonnal előremozgott a hegyre, hogy a másnap reggeli támadás megindításához elfoglalják a helyüket. Eközben az 506/1. zászlóalj harmadik napja harcolt a 900. számú magaslat elfoglalásáért és biztosításáért.
A 3. dandár végső támadásában, amely május 20-án 10 órakor indult, 4 zászlóalj vett részt, köztük a 187/3. zászlóalj két százada, megerősítve az 506/1. zászlóalj Alfa századával. A támadást két órás légibombázás és 90 perces tüzérségi előkészítés előzte meg. A zászlóaljak egyszerre támadtak és 12 órára a 187/3. zászlóalj erői elérték a hegytetőt, megkezdve a bunkerek felszámolását, amely szinte egész délután folytatódott. Néhány észak-vietnámi alegységnek sikerült visszavonulnia Laoszba. A 937. számú magaslatot 17 órára sikerült megtisztítania az amerikai csapatoknak.

## A Dél-vietnámi Hadsereg részvétele
Dél-vietnámi oldalról az 1. hadosztály 3. ezredének 2. zászlóalja is részt vett az ütközetben. A legutóbbi kutatások szerint - elsősorban Creighton W. Abrams tábornok által elmondottak ("The Abrams Tapes") alapján - a következő történt: a zászlóalj az észak-vietnámi védelem egy olyan szakaszával szemben helyezkedett el, amelyek kevésbé védtek, és a tervezett amerikai támadás időpontja előtt egy kis járőrt küldtek ki az ellenséges vonalak felderítésére, ami gyorsan képes volt azonosítani az ellenség gyenge pontjait. A dél-vietnámi zászlóaljparancsnok úgy döntött, hogy kihasználja a lehetőséget és a többi alegységet megelőzve indít támadást. A 3/2. zászlóalj 10 óra körül elérte a hegytetőt, megelőzve a 187/3. zászlóaljat, de visszarendelték és az amerikai tüzérség lőni kezdte az észak-vietnámi állásokat. Ezzel elveszett a lehetőség a 187/3. zászlóaljjal szemben álló észak-vietnámi vonalak támadására. Nem sokkal azután, hogy a dél-vietnámiak befejezték a visszavonulásukat, az amerikai erők áttörték az észak-vietnámi védelmet és feljutottak a hegytetőre.

## Veszteségek
A 10 napos küzdelem során az amerikai erők 72 halottat és 372 sebesültet veszítettek. A hegytető bevételéhez összesen öt lövész zászlóaljat és tíz tüzérüteget vetettek be. A US Air Force 272 bevetést repült és 500 tonna bombát dobott le a csata alatt.
Amerikai források szerint az ÉVNH 29. ezredének 7. és 8. zászlóalja 630 halottat veszített (akiket a harcmezőn és annak közelében találtak meg), beleértve számos hevenyészett halottaskamrát az alagútrendszerben. Az észak-vietnámiaknak okozott veszteség becslése vitatható. Nincs információ arról, hány észak-vietnámi katona tudott elmenekülni a hegyről, mekkora veszteségeket okoztak az amerikai tüzérségi és légitámogatások, hány halottat és sérültet sikerült Laoszba átjuttatni illetve hány főt temettek az összeomlott bunkerbe és alagutakba. Az amerikai csapatok 89 egyéni és 22 kollektív fegyvert zsákmányoltak a csata során (a becsült halottak és a zsákmányolt fegyverek aránya 6:1)

## A csata utóhatásai
1969. június 5-én az amerikai erők John M. Wright vezérőrnagy parancsára feladták a hegyet. A Hamburger Hillről szóló viták elértek egészen az Egyesült Államok Kongresszusáig, ahol Edward Kennedy, George McGovern és Stephen M. Young szenátorok keményen bírálták az amerikai hadsereg vezetését. 
1969 június 27-i számában a Life magazin közzétette 241 amerikai katona fényképét, akik egy hét alatt estek el Vietnámban, amelyet a közvélemény vietnámi háború ellen fordulásának vízválasztójaként is említenek. Annak ellenére, hogy az említett 241 fényképből csak 5 ábrázolt a Hamburger Hillen elesett katonát, sok amerikaiban azt a képzetet keltette, hogy valamennyien ennek a csatának az áldozatai.
A Hamburger Hill-i csatát követő viták az amerikai stratégia átértékeléséhez vezettek Dél-Vietnámmal kapcsolatban. Közvetlen hatásként a veszteségek mérséklése érdekében Abrams tábornok megszüntette a "maximális nyomás" doktrínáját az észak-vietnámi erőkkel szemben és bevezette a "védelmező reakció" doktrínáját a harcérintkezésbe kerülő amerikai csapatokkal kapcsolatban, míg ezzel párhuzamosan Richard Nixon elnök bejelentette az első amerikai csapatkivonást Dél-Vietnámból.

## Film
A csatáról 1987-ben mozifilm is készült, Hamburger Hill címmel, amelynek cselekménye a megtörtént eseményeket veszi alapul, de kitalált szereplőkkel.

## Fordítás
Ez a szócikk részben vagy egészben  a   Battle of Hamburger Hill című angol Wikipédia-szócikk fordításán alapul.  Az eredeti cikk szerkesztőit annak laptörténete sorolja fel. Ez a jelzés csupán a megfogalmazás eredetét és a szerzői jogokat jelzi, nem szolgál a cikkben szereplő információk forrásmegjelöléseként.